# Harold Kitson
Harry Austin Kitson (Berkshire, 17 de junho de 1874 - Umkomaas, 30 de novembro de 1951) foi um tenista sul-africano. Campeão olímpico em duplas e prata em simples.